# Percival Prince
O Percival Prince foi uma aeronave de transporte aéreo britânica desenvolvida no início do pós-guerra. Era um avião bimotor, monoplano, de construção toda em metal, e com trem de aterragem retráctil e em triciclo.